# Зворыкин, Прокопий Степанович
Прокопий Степанович Зворыкин (3 (15) февраля 1825, Муром, Владимирская губерния — 5 (17) июня 1883, Муром, Российская империя) — русский государственный и общественный деятель, городской голова города Мурома (1870—1880); купец, потомственный почетный гражданин.

## Биография
Числился муромским купцом первой гильдии и проживал в городе по адресу ул. Рождественская (ныне ул. Ленина, дом 5). В 1879 году надстроил в доме второй этаж.
С 1870 по 1880 год был на выборной должности муромского городского головы и в период руководства городом, активно продвигал идею строительства реального училища.
Скончался 5 июня 1883 года и похоронен на Напольном кладбище, рядом со Всехсвятской церковью.

## Семья
- Жена — Анна Ивановна Зворыкина (1825-?)
  - Сын — Сергей Прокопьевич Зворыкин (1864—1890)
  - Сын — Степан Прокопьевич Зворыкин
  - Дочь — Александра Прокопьевна Каменская